# Methanopyrales
Ordre
Les Methanopyrales sont un ordre d'archées hyperthermophiles méthanogènes de la classe des Methanopyri.

## Systématique
L'ordre des Methanopyrales a été créé en 2002 par les microbiologistes allemands Harald Huber (d) et Karl Stetter.

## Liste des familles
Selon The Taxonomicon (18 octobre 2022) :
- Methanopyraceae Huber & Stetter, 2002